# 페라리 458
페라리 458(이탈리아어: Ferrari 458, 타입 F142)는 페라리에서 2010년부터 2015년까지 생산했던 미드십 엔진 스포츠카이다. 458은 F430의 후속작으로, 2009 프랑크푸르트 모터쇼에서 처음 공식적으로 공개되었다. 2015년에 488 GTB(그란 투리스모 베를리네타)가 그 뒤를 이었다.

## 사양
페라리의 첫 공식 발표에서 458은 F430의 후속작이지만 회사의 포뮬러 원 경험을 통해 개발된 기술을 통합한 완전히 새로운 디자인으로 설명되었다.
차체 컴퓨터 시스템은 마그네티 마렐리에서 개발하였다.

### 엔진

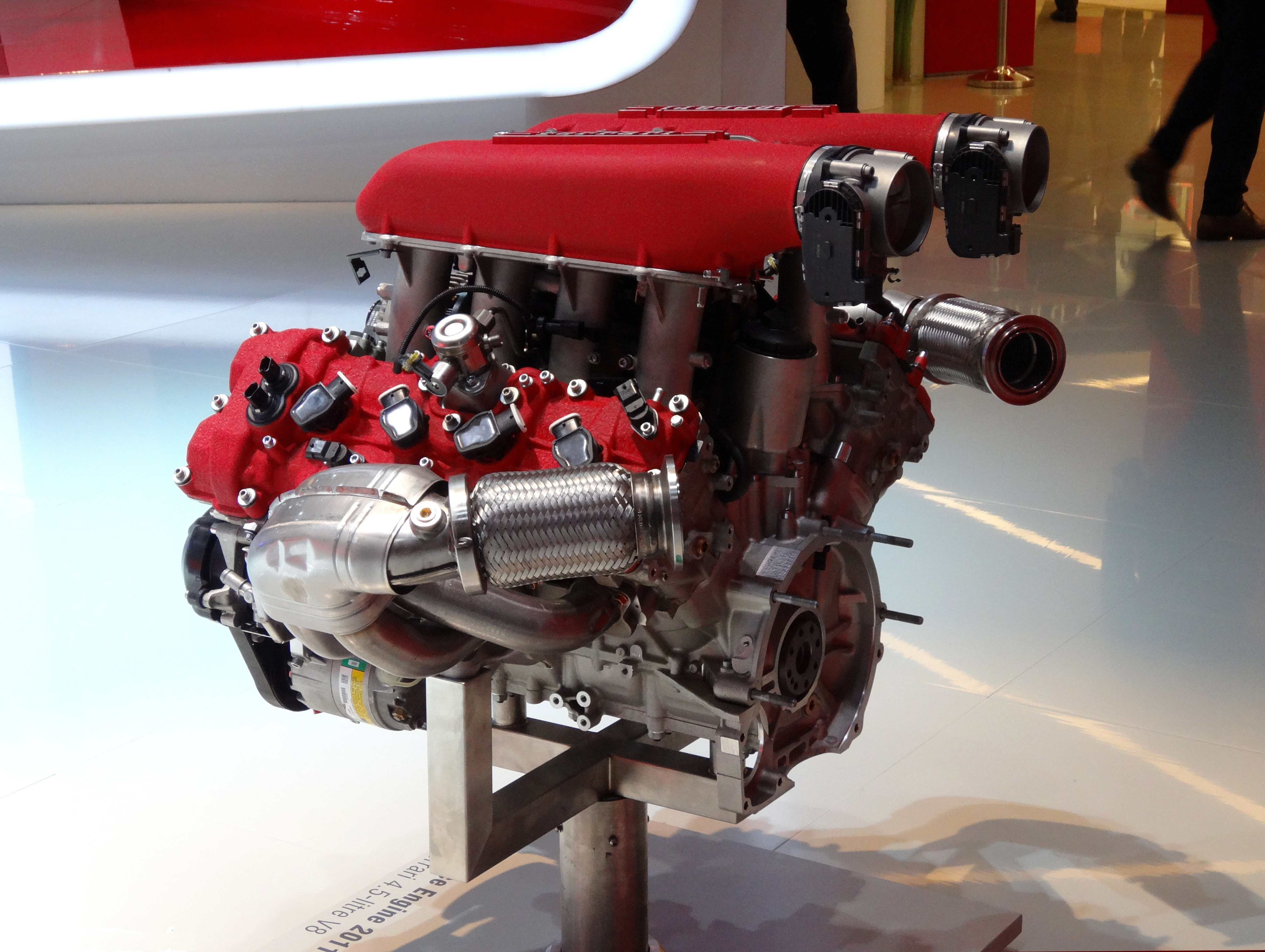
458에 사용된 F136 V8 엔진

458은 "페라리/마세라티" F136 V8 계열의 4,497 cc (4.5 L; 274.4 cu in) 엔진으로 구동되며, 9,000rpm(레드라인)에서 570 PS (419 kW; 562 hp), 6,000rpm에서 540 N·m (398 lb·ft)의 토크를 생성하며, 3,250rpm에서 토크의 80%를 사용할 수 있다. 이 엔진은 직접 연료 분사 기능을 탑재하고 있으며, 이는 페라리 로드카의 미드십 엔진 설정 중 최초이다.

### 변속기
458에서 사용할 수 있는 유일한 변속기는 게트락의 7단 듀얼 클러치 자동 기어박스로, 메르세데스-벤츠 SLS AMG와 공유되는 다른 튜닝 상태이다. 전통적인 수동 옵션은 없으며, 이로 인해 이 모델은 수동 변속기를 제공하지 않는 최초의 주류 모델이 되었다.
| 기어 | 1단  | 2단  | 3단  | 4단  | 5단  | 6단  | 7단  | 최종 구동 |
| ---- | ---- | ---- | ---- | ---- | ---- | ---- | ---- | --------- |
| 비율 | 3.08 | 2.18 | 1.63 | 1.29 | 1.03 | 0.84 | 0.69 | 5.14      |

### 핸들링
차량의 서스펜션은 전면에 더블 위시본이, 후면에는 멀티링크 구성이 적용되었으며, 이는 E-Diff 및 F1-Trac 트랙션 컨트롤 시스템과 결합되어 이전 모델에 비해 차량의 코너링 및 종방향 가속을 32% 향상시키도록 설계되었다. 스티어링 기어비는 11.5:1이다.
브레이크에는 프리필 기능이 포함되어 있어, 캘리퍼 내부의 피스톤이 페달을 들어 올릴 때 패드를 디스크에 접촉시켜 브레이크 작동 지연을 최소화한다. 이는 ABS 및 표준 카본 세라믹 브레이크와 결합되어 100–0 km/h (62–0 mph)에서 32.5 미터 (107 ft)까지 제동 거리를 단축시켰다. 테스트 결과 이 차량은 100 km/h (62 mph)에서 90 피트 (27 m)에 정지하며, 런플랫 타이어 사용 시 85 피트 (26 m)에 정지한다. 또한 60 mph (97 km/h)에서 85 피트 (26 m)에 정지하며, 런플랫 타이어 사용 시 80 피트 (24 m)에 정지한다.
어댑티브 자기유변 댐퍼는 BWI 그룹과 공동 개발하였다.

### 성능

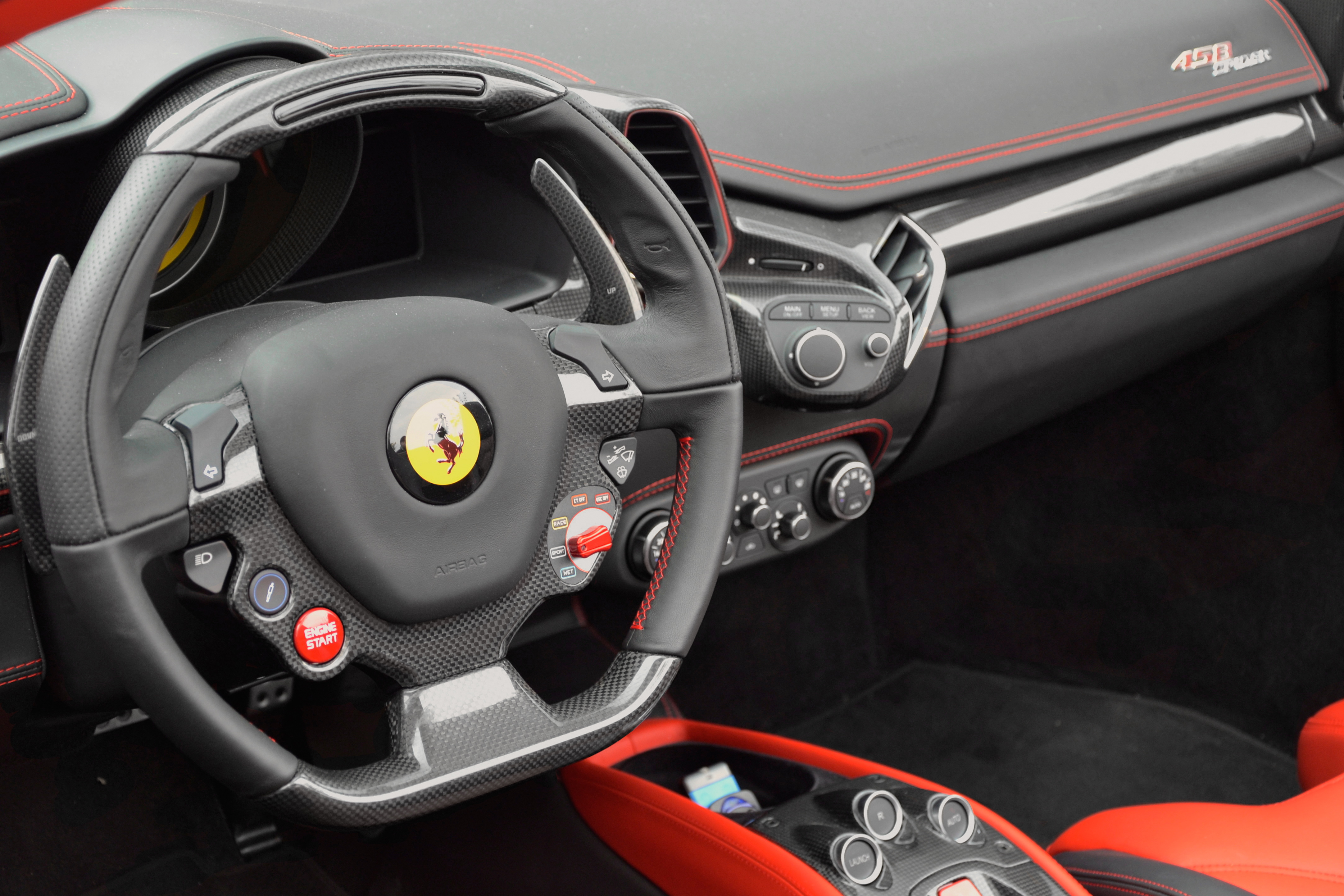
실내

페라리의 공식 0–100 km/h (0–62 mph) 가속 시간은 3.4초이다. 최고 속도는 325 km/h (202 mph)를 초과한다. 복합 사이클(ECE+EUDC)에서 연료 소비량은 CO2 307g/km를 배출하며 13.3 L/100 km (21.2 mpg-imp; 17.7 mpg-US)이다.

## 디자인

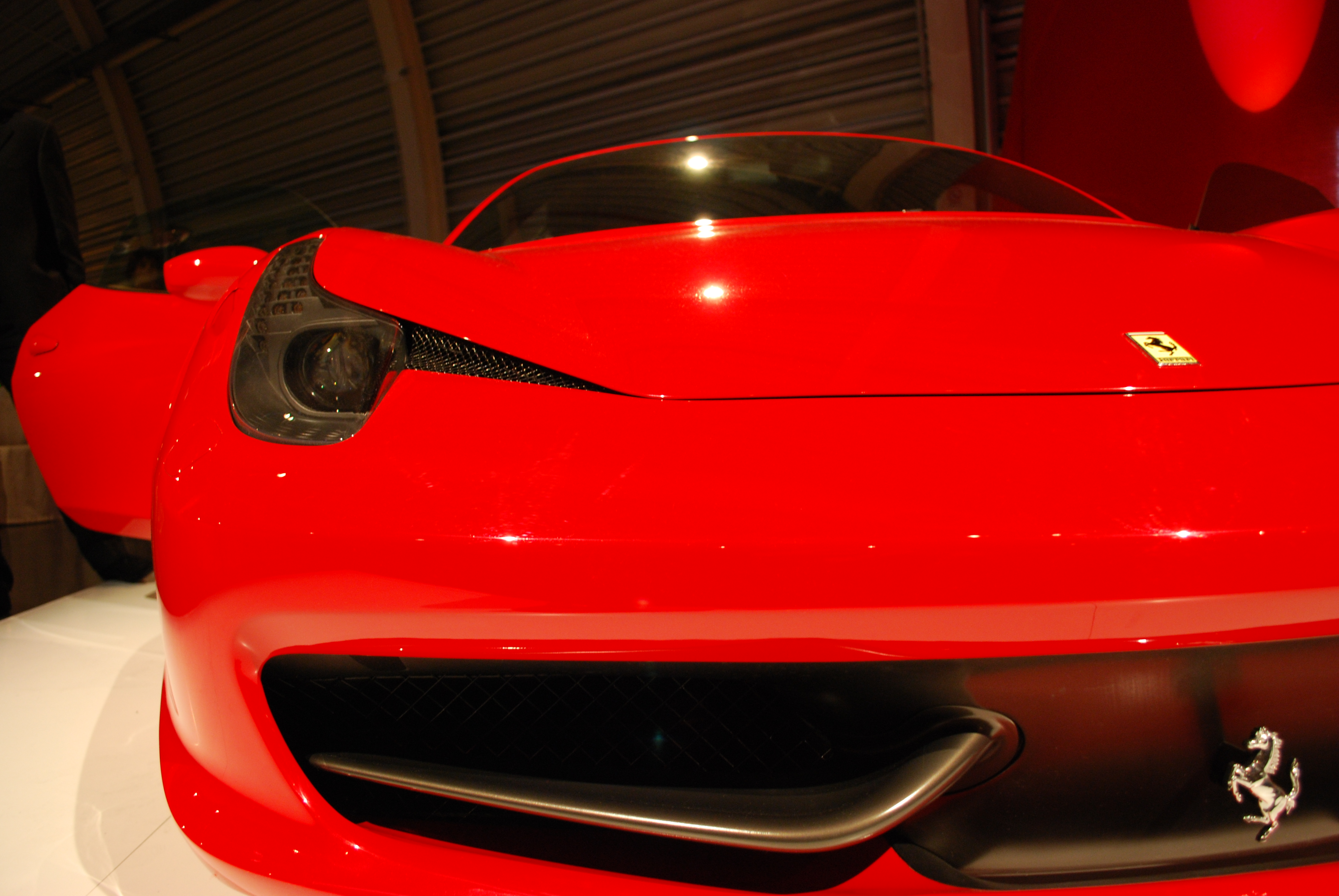
작은 공기역학적 날개는 다운포스를 생성하며, 속도가 증가함에 따라 변형되어 라디에이터 흡기구의 단면을 줄이고 항력을 줄인다.

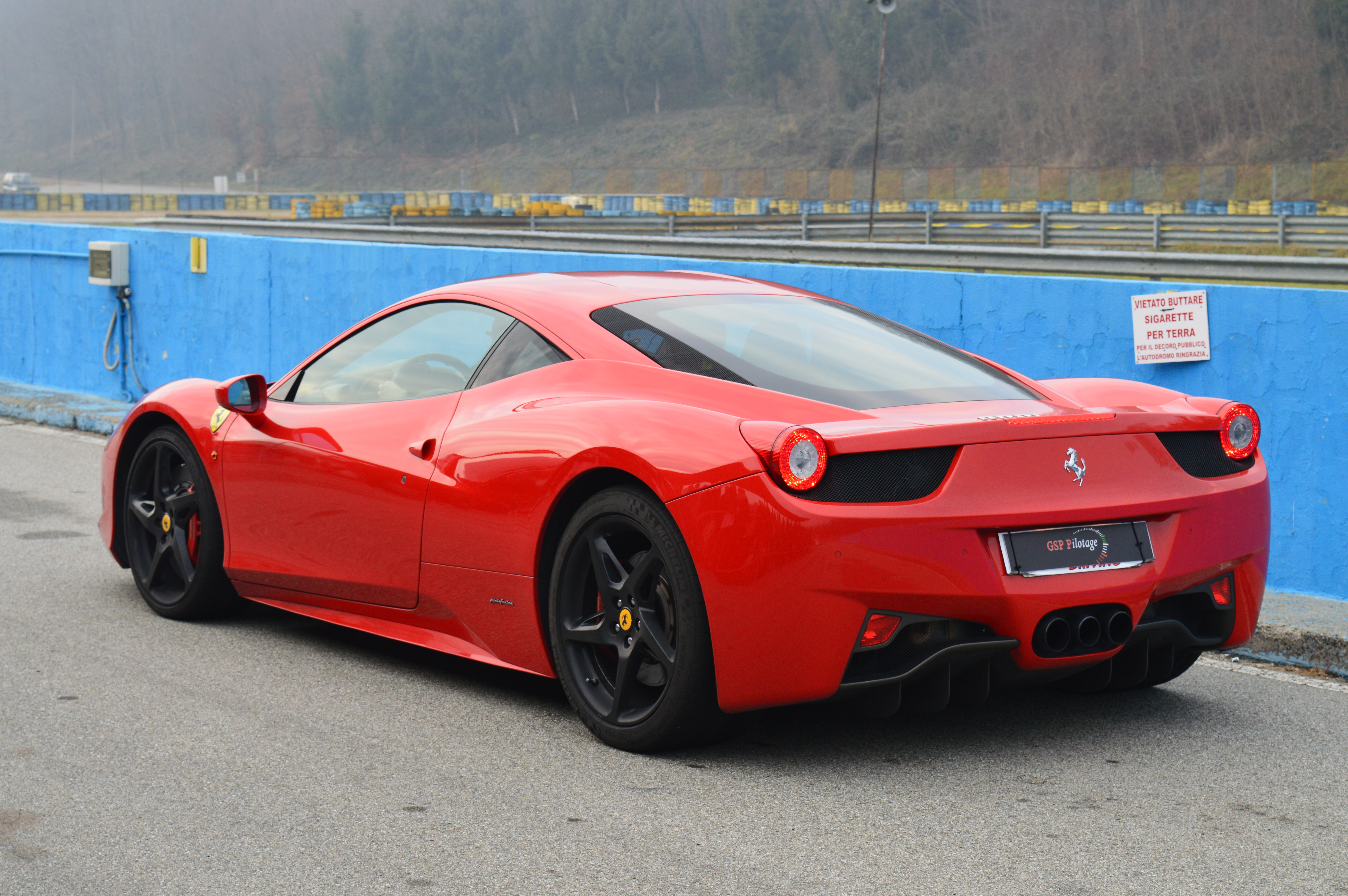
후면부

페라리의 전통에 따라, 차체는 2009년 페라리 디자인 디렉터였던 도나토 코코의 지휘 아래 피닌파리나에서 디자인하였다.
페라리 458 이탈리아의 인테리어 디자인은 프랑스 자동차 디자이너인 베르트랑 라파텔(페라리 인테리어 디자인 디렉터)이 담당하였다.
이 차량의 외관 스타일링 및 기능은 공기역학적 효율성을 위해 설계되었으며, 200 km/h (124 mph)에서 140 kg (309 lb)의 다운포스를 생성한다. 특히, 전면 그릴은 고속에서 변형되는 작은 날개를 특징으로 하여 항력을 줄인다. 차량의 내부는 전 페라리 포뮬러 1 드라이버 미하엘 슈마허의 의견을 반영하여 설계되었다. 레이싱 카에 흔한 배치로, 새로운 스티어링 휠에는 방향 지시등이나 하이빔과 같이 일반적으로 대시보드나 스토크에 위치하던 많은 제어 장치가 통합되었다.
영국의 자동차 잡지 오토카에 따르면 458 이탈리아의 디자인은 엔초 페라리와 그 밀레킬리 컨셉트 카에서 영감을 얻었다. 이 차량은 엔트리급 캘리포니아와 차별화하기 위해 페라리에서 가장 스포티한 V8 엔진 차량으로 설계되었다.

## 변형 차종

### 페라리 458 스파이더 (2011년~2015년)
458 스파이더는 2011 프랑크푸르트 모터쇼에서 공개되었다. 458 이탈리아의 이 컨버터블 모델은 알루미늄 접이식 하드톱을 특징으로 하며, 페라리에 따르면 페라리 F430 스파이더에 있는 소프트 루프보다 25 킬로그램 (55 lb) 가볍고 작동에 14초가 걸린다. 접이식 루프 시스템을 수용하기 위해 엔진 커버가 재설계되었다. 쿠페와 동일한 0–100 km/h (0–62 mph) 가속 시간을 가지지만, 최고 속도는 320 km/h (200 mph)로 더 낮다.

### 페라리 458 스페치알레 (2013년~2015년)
458 스페셜레는 2013년 프랑크푸르트 모터쇼에서 458 이탈리아의 고성능 버전으로 공개되었다. 표준 458 이탈리아와 비교하여 458 스페셜레의 차이점은 단조 휠, 통풍 후드, 핀이 있는 사이드 실, 더 높은 후면 스포일러 및 재설계된 범퍼이다. 이들은 페라리 스타일링 센터와 피닌파리나가 협력하여 설계한 액티브 공기역학을 포함한다. 전면 및 후면 가동 플랩은 속도에 따라 다운포스를 균형 있게 조절하고 항력을 줄인다.
엔진은 9,000rpm에서 605 PS (445 kW; 597 hp), 6,000rpm에서 540 N·m (398 lb·ft)의 토크를 생성하도록 출력이 증가하였다. 전자 시스템도 업데이트되었고, 한계에서의 차량 제어를 개선하기 위해 사이드 슬립 앵글 제어(SSC)가 도입되었다. SSC는 차량의 사이드 슬립을 실시간으로 분석하여 목표 값과 비교한 다음 토크 관리(F1-Trac 트랙션 컨트롤과의 통합을 통해)와 두 바퀴 사이의 토크 분배(E-Diff 전자식 디퍼렌셜과의 통합을 통해)를 모두 최적화한다.
스페셜레는 0에서 100 km/h (62 mph)까지 3.0초, 0에서 200 km/h (120 mph)까지 9.1초 만에 가속한다. 페라리는 피오라노 서킷 랩 타임을 1:23.5초로 발표했는데, 이는 F12 베를리네타보다 0.5초 느린 기록이다. 측면 가속도는 이제 1.33g에 도달한다. 총 1,309대가 생산되었다.

### 페라리 458 스페치알레 아페르타 (2014년, 2015년)
458 스페셜레 A는 2014 파리 모터쇼에서 공개된 458 스페셜레의 컨버터블 모델이다. 'A'는 이탈리아어로 '오픈'을 의미하는 '아페르타(Aperta)'를 의미하며, 이 모델은 499대(우측 핸들 모델 49대)로 제한 생산되었다. 스페셜레 쿠페와 마찬가지로 아페르타는 605 PS (445 kW; 597 hp)의 출력을 내는 4.5리터 자연 흡기 V8 엔진과 398 lb·ft (540 N·m)의 토크를 자랑한다. 0–100 km/h (0–62 mph) 가속은 3.0초가 걸리며, 스파이더는 320 km/h (199 mph)의 최고 속도를 낼 수 있다. 이 모델은 2017년 라페라리 아페르타의 790 hp (801 PS; 589 kW) 자연 흡기 V12 엔진에 의해 능가될 때까지, 페라리에서 출시한 컨버터블 모델 중 가장 강력한 공도 주행용 자연 흡기 페라리 자동차였다.

## 스페셜 에디션

### 페라리 458 이탈리아 중국 에디션 (2012년)
2012년 458 이탈리아 중국 에디션은 중국 시장을 위한 458 이탈리아의 한정판 (20대)으로, 페라리가 중국에서 최초로 348 TS를 베이징에 주문한 이후 20주년을 기념하기 위해 제작되었다. 이 모델은 마르코 폴로 레드 차체 색상, 전면 보닛의 황금 용 그래픽, 레이싱 트랙을 상징하는 금색과 검정색 리버리 스트라이프, 금색으로 도색된 휠, 금색 공기역학적 날개, 차량 헤드레스트의 금색 자수, '시작'을 의미하는 간체 중국어 문자가 새겨진 엔진 시동 버튼, 그리고 대시보드의 '20주년 스페셜 에디션' 명판으로 차별화된다.
이 차량은 상하이 세계 엑스포 공원의 이탈리아 센터에서 공개되었다.

## 원-오프

### 페라리 SP12 EC (2012년)

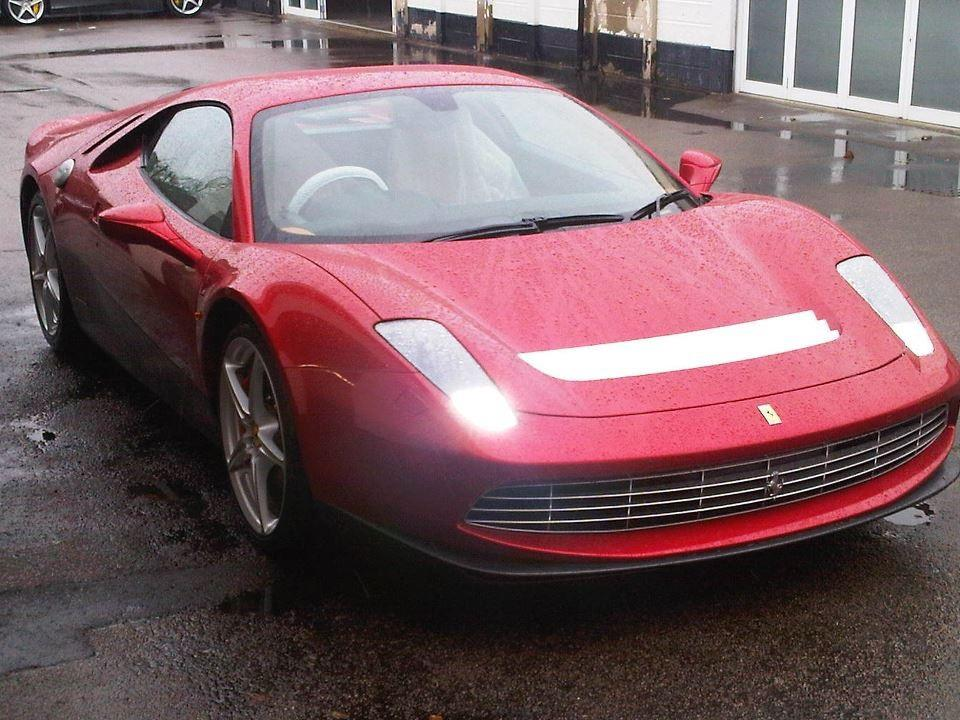
페라리 SP12 EC

페라리 SP12 EC는 페라리가 영국의 음악가 에릭 클랩튼을 위해 페라리의 스페셜 프로젝트 프로그램 하에 제작한 원-오프 스포츠카로, 458 이탈리아를 기반으로 한다. 2012년 5월에 공개되었으며, 2013년 굿우드 페스티벌 오브 스피드에 전시되었다.
맞춤 제작된 SP12 EC의 차체는 페라리 512 BB의 영감을 받았으며, 페라리 스타일링 센터와 피닌파리나가 협력하여 디자인하였다. 4.5리터 V8 엔진과 7단 듀얼 클러치 변속기를 포함한 458 이탈리아의 기계 장치를 사용했지만, 차량의 많은 기술적 세부 사항은 기밀로 간주된다. 이 차량은 300만 파운드의 비용이 들었다고 알려져 있다.

### 피닌파리나 세르지오 (2013년)

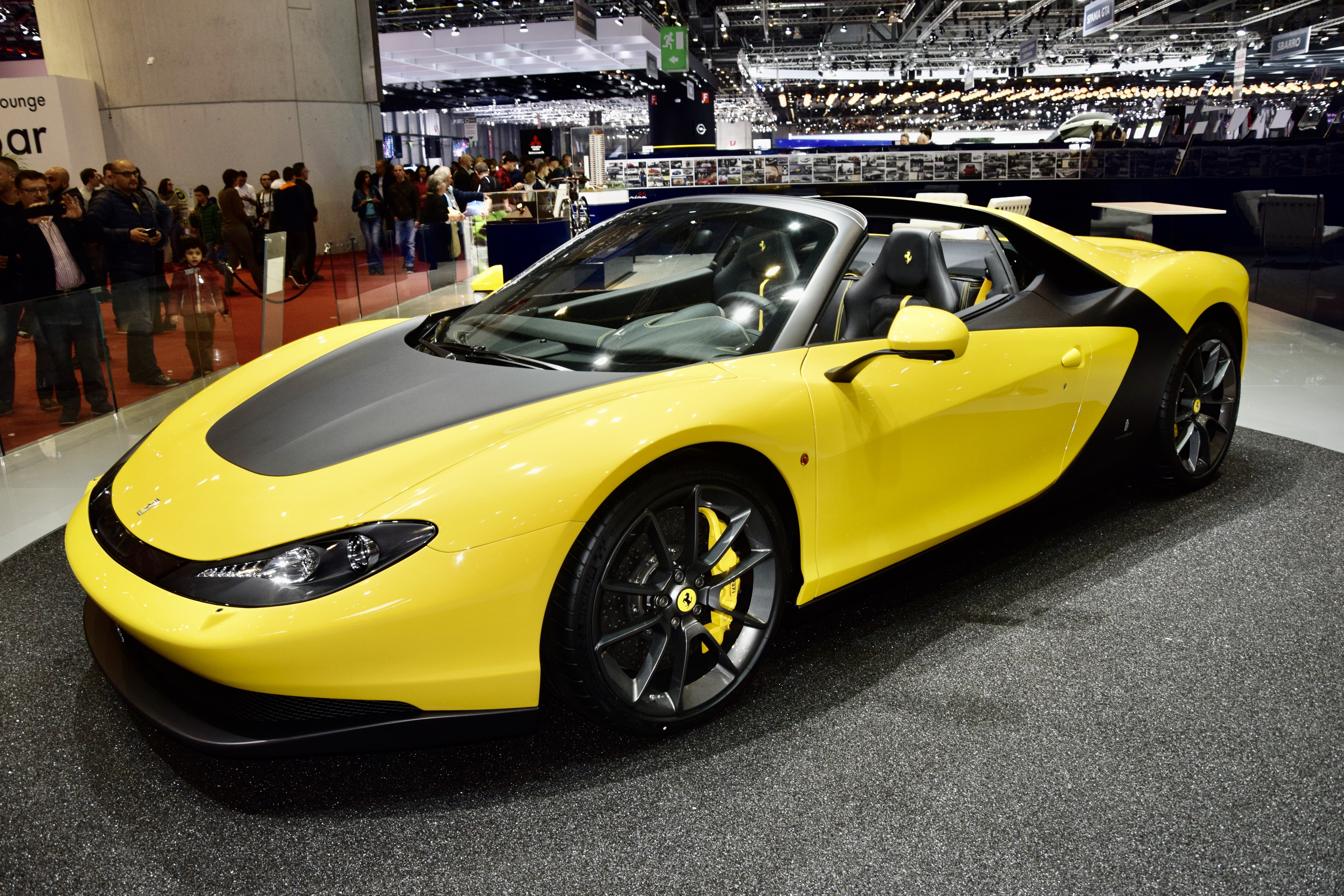
2015 제네바 모터쇼의 페라리 세르지오

장기 의장이었던 세르지오 피닌파리나를 기리기 위해 명명된 피닌파리나 컨셉트 카는 458 스파이더의 기계 장치를 기반으로 한 2인승 바르케타의 현대적 해석이다. 전통적인 오픈 바르케타 차체 스타일에 따라 앞유리가 없으며, 운전자와 승객을 위한 두 개의 일치하는 헬멧이 제공된다.

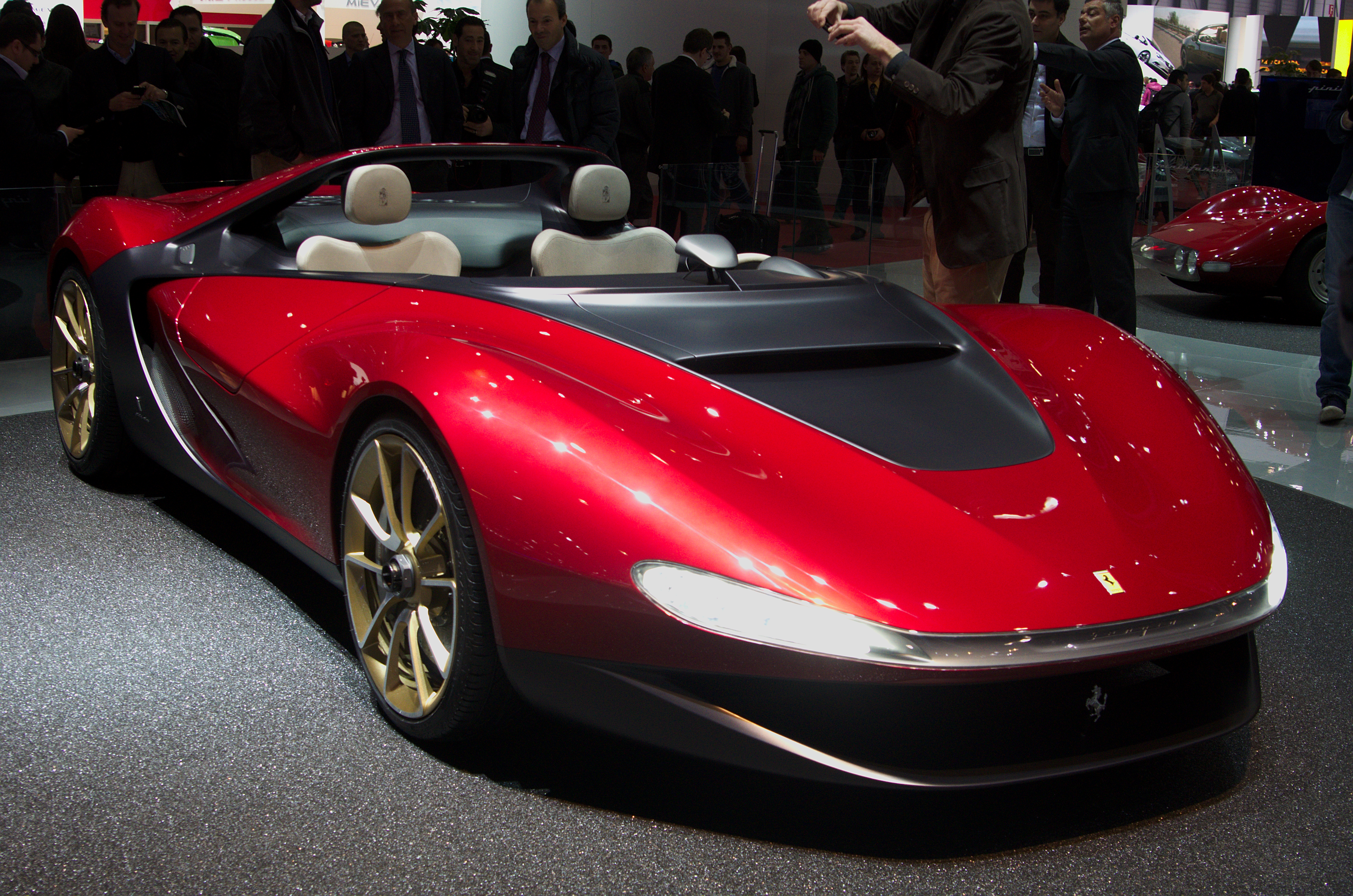
2013 제네바 모터쇼의 피닌파리나 세르지오 컨셉트

이 차량은 2013년 3월 제네바 모터쇼에서 처음 공개되었다. 피닌파리나에 따르면 세르지오는 양산차처럼 개발되었으므로 한정된 수량으로 생산될 수 있었다.
페라리는 피닌파리나와 협력하여 2015년에 페라리 세르지오 6대를 제작하여 선정된 고객에게 판매하였다. 생산 버전은 원본 디자인을 생산하는 데 따르는 복잡성과 높은 생산 비용으로 인해 타르가 탑 차체 스타일을 통합하였다. 이들은 458 스페셜레의 엔진을 사용하며, 각 유닛은 US$ 3,000,000의 비용이 들었다고 알려졌다.
2015년 제네바 모터쇼에서 전시된 노란색과 무광 검정색 차량은 스위스의 첫 소유자에게 인도되었다. 차량의 VIN은 ZFF75VHB000205529이며 2018년 5월 RM 소더비 모나코 경매에서 출품되었다. 이 차량은 신차 상태에서 200 km (120 mi)를 주행했으며, 예상 가격은 2,500,000유로에서 3,000,000유로였다. 이 차량은 알려지지 않은 가격에 판매되었다.
은색(아르젠토 뉘르부르크링)과 무광 검정색 차량은 2019년 굿잉 앤 코의 페블 비치 경매에 출품되었으며, 신차 상태에서 78마일을 주행했고 예상 가격은 2,500,000달러에서 3,000,000달러였다. 이 차량의 VIN은 ZFF75VFA5E0205934이며 유럽의 레이싱 드라이버에게 신차로 인도되었다. 당시에는 판매되지 않았다.

### 페라리 458 MM 스페셜레 (2016년)

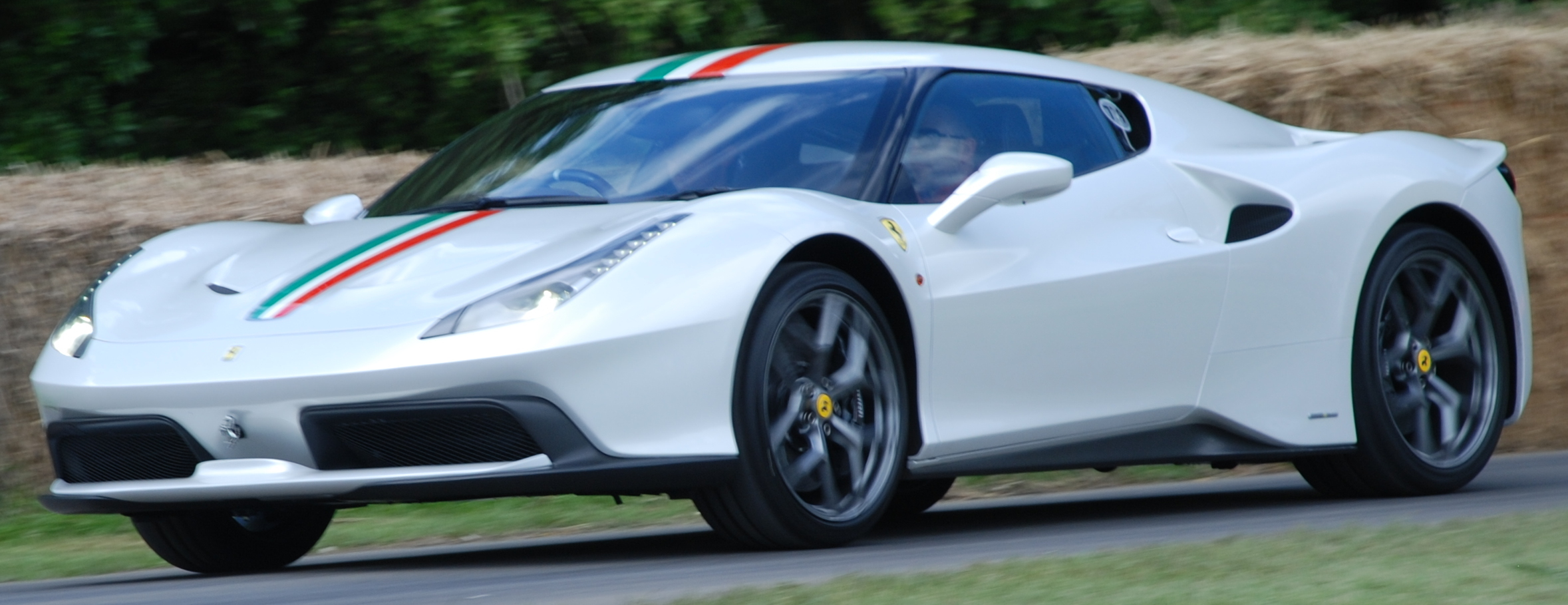
굿우드 페스티벌 오브 스피드 2016의 페라리 458 MM 스페셜레

458 스페셜레 MM은 페라리 458 스페셜레를 기반으로 영국 고객을 위해 제작된 원-오프 스포츠카이다. 이 디자인은 페라리 288 GTO에 경의를 표하며 수제 알루미늄 및 탄소섬유 부품을 통합한다.

## 레이싱

### 페라리 458 챌린지

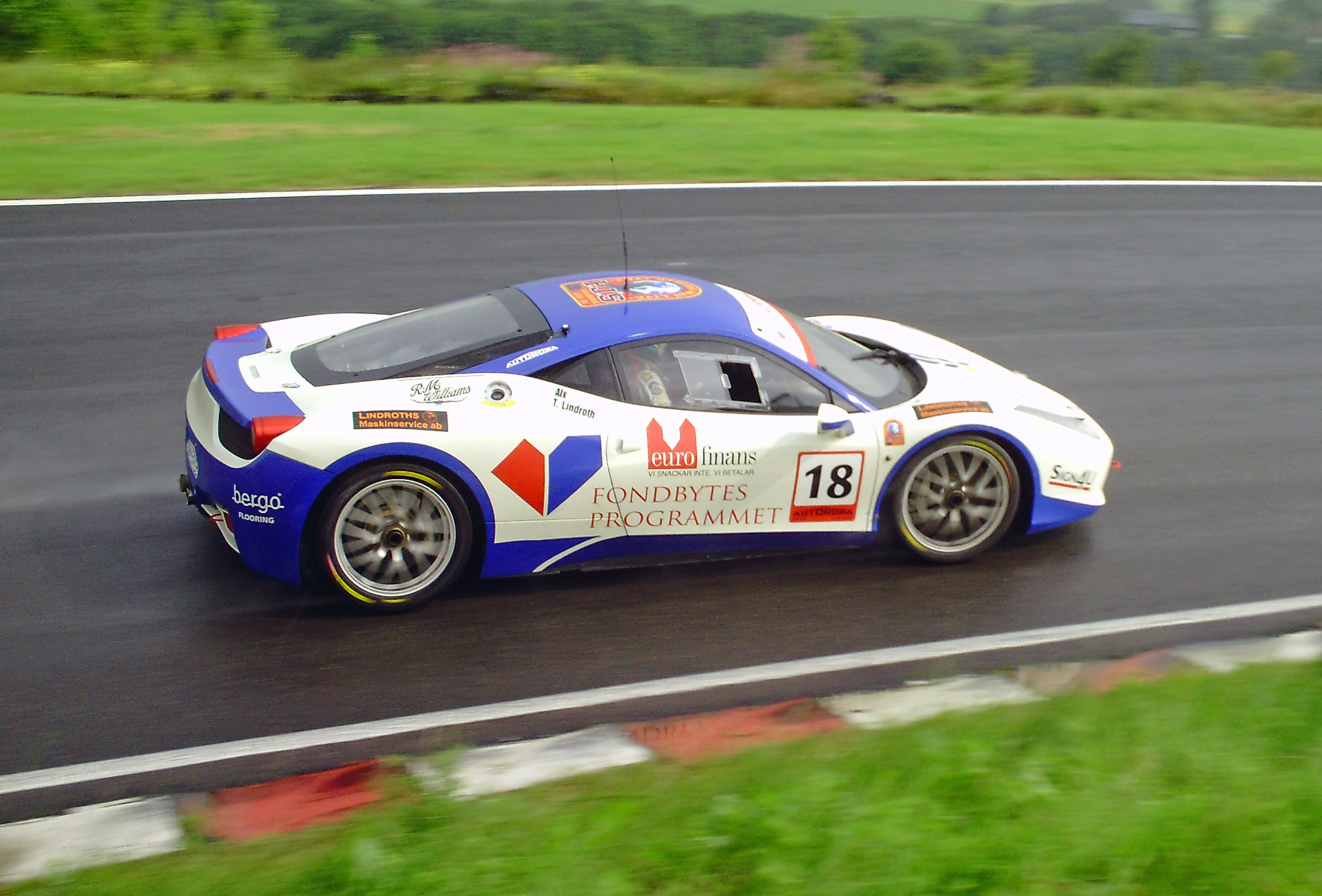
458 챌린지

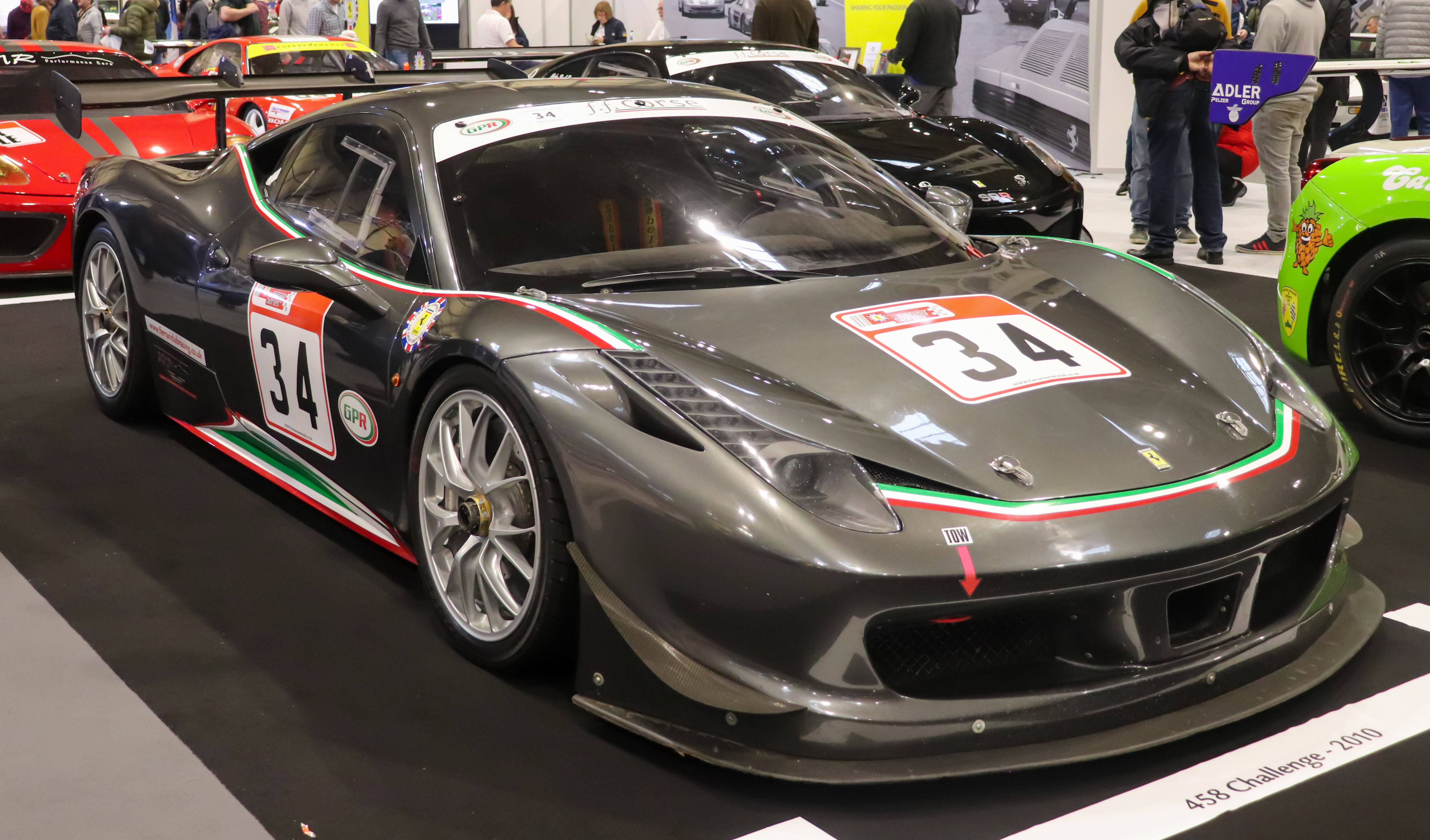
458 챌린지 에볼루치오네

458 챌린지는 페라리 챌린지에 참가하기 위해 설계된 경주용 자동차이다. 2011년 페라리 챌린지 시즌을 위해 2010년 7월 14일 페라리 연례 딜러 미팅에서 공개되었다. 458 챌린지 에보(Evo)는 2014년 시즌에 도입되었고, 2017년 시즌에는 488 챌린지로 대체되었다. 따라서 458 챌린지의 두 가지 모델은 3시즌 동안 주된 챌린지 차량으로 사용되었는데, 458 챌린지는 2011년부터 2013년까지, 458 챌린지 에보는 2014년부터 2016년까지 사용되었다.
페라리에 따르면 피오라노 테스트 트랙을 1:16.5에 주행할 수 있는데, 이는 선행차량인 F430 챌린지보다 2초 빠르고 페라리 FXX보다 0.2초 느린 기록이다. 에보 업그레이드를 통해 458 챌린지 에보는 페라리 FXX보다 피오라노 테스트 트랙에서 더 빠르다.
458 챌린지의 전비중량은 더 얇은 차체 패널, 탄소 섬유 대체 패널, 폴리카보네이트 창문 및 앞유리를 사용하여 표준 458보다 감소되었다. 일반 도로 주행용 458과 다른 점으로는 사벨트 레이싱 시트와 6점식 안전벨트 하네스가 장착된 레이싱 콕핏, 라이프라인 퀵-디태치를 사용하는 분리형 스티어링 휠, 배관식 라이프라인 소화기 시스템, 차량을 들어 올리기 위한 후면 에어 잭 장착, 레이싱 연료 주입구 캡, 센터록 휠, 레이싱 배기구, 전후방 견인 후크 등이 있다. 2014년 에보 업그레이드는 주로 458 챌린지의 공기역학 개선에 중점을 두었으며, 가장 눈에 띄는 변화는 대형 리어 윙의 추가였다. 페라리는 에보 업그레이드 키트를 판매하여 2014년 이전의 458 챌린지 차량도 페라리 딜러와 레이싱 팀이 에보 사양으로 업그레이드할 수 있도록 하였다.
458 챌린지와 458 챌린지 에보를 합친 총 생산량은 150대 미만이다. 이 중 에보 버전의 생산량은 30%로 추정되며, 이는 458 챌린지 100대 이상, 458 챌린지 에보 50대 미만이 생산되었음을 의미한다. 매 시즌마다 5~10대 가량의 차량이 사고로 파손되어, 남은 458 챌린지 차량은 100대 미만일 것으로 추정된다.

### 페라리 458 이탈리아 GT2

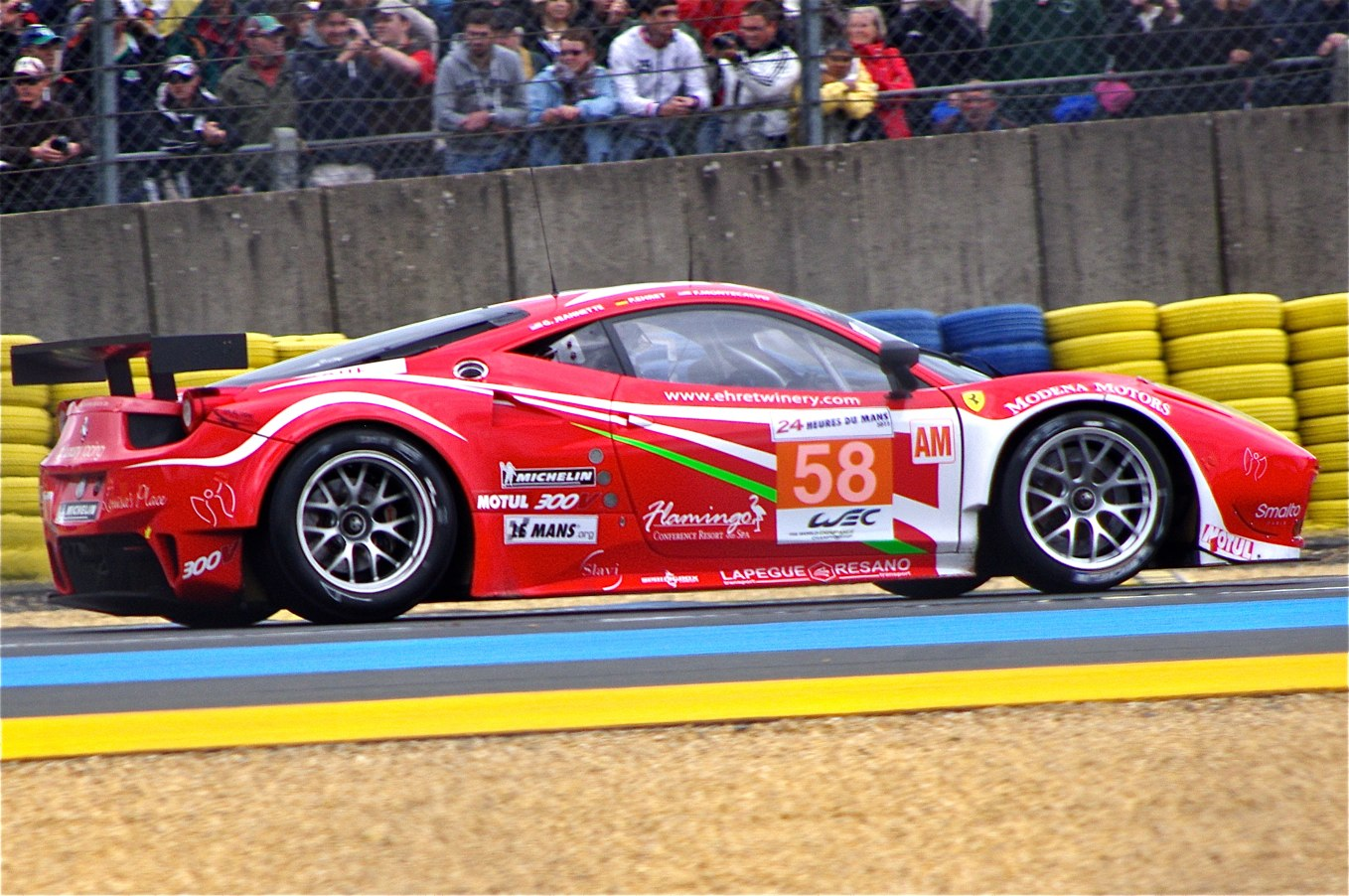
2012년 르망의 페라리 458 이탈리아 GT2

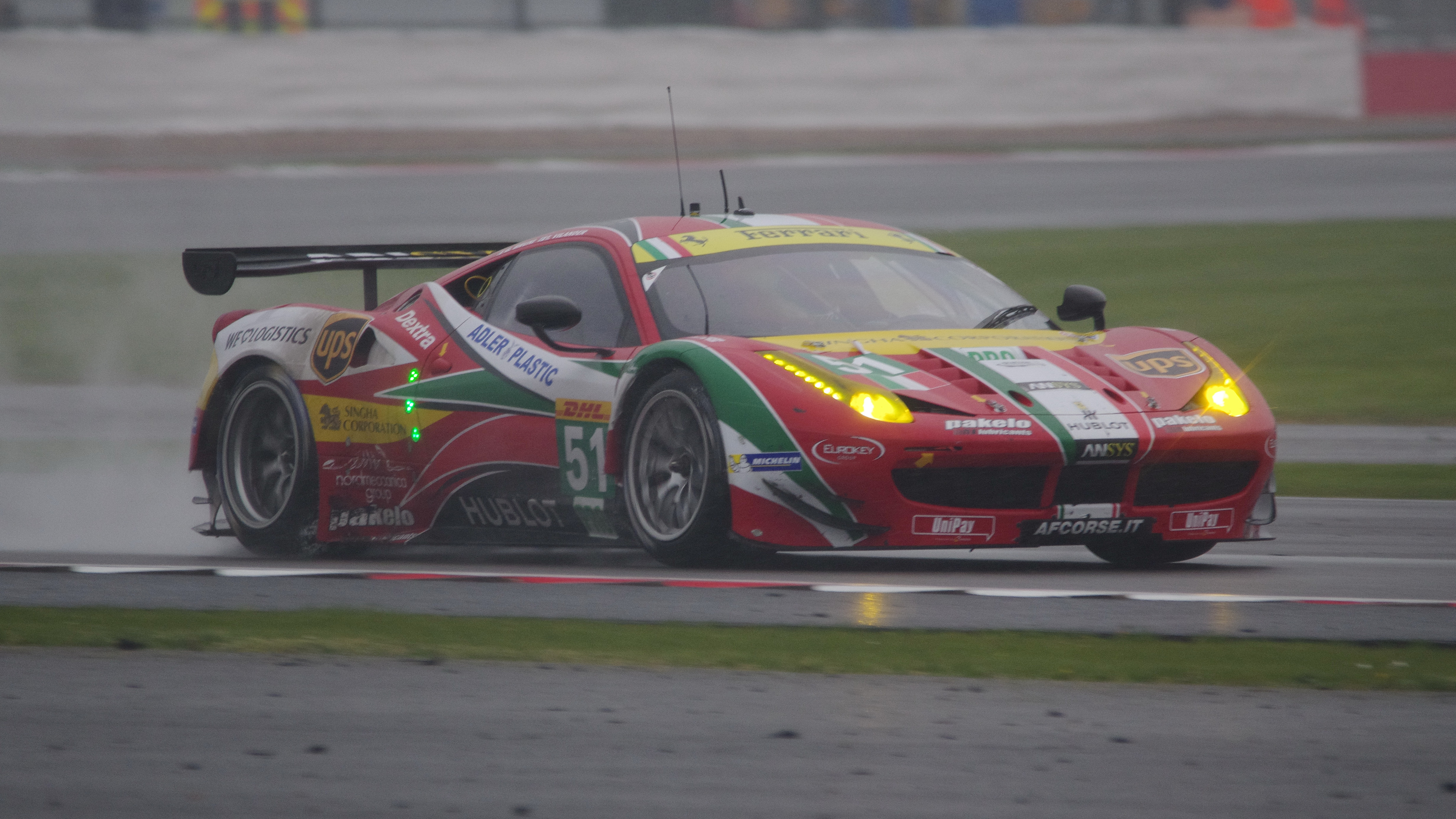
2014년 실버스톤의 페라리 458 이탈리아 GT2

페라리는 2011년 오랜 기간 페라리 스포츠카 경주를 제작해 온 미켈로토가 제작한 새로운 GTE 클래스 레이서 차량을 공개했는데, 이는 ACO와 FIA가 승인한 챔피언십에 참가하기 위함이었다. 458 이탈리아 GT2는 로드카에 있는 "플렉스 스플리터" 대신 더 전통적인 흡기구를 사용하며, 공기는 보닛의 루버를 통해 배출된다. 새로운 제한 규정 하에 4.5리터 V8 엔진은 470 PS (350 kW; 460 hp)의 출력을 생성하는데, 이는 로드카 및 458 챌린지보다 적다. 고회전 저토크 엔진을 사용하는 로드카와 달리, GTE 버전의 엔진은 레드라인이 6,250rpm에 불과하지만, 마력 손실에도 불구하고 거의 순정 수준의 토크를 유지한다. 더블 클러치 기어박스는 교체해야 했지만, 2011년 개정된 규정에서 허용되므로 패들 시프팅은 유지된다.
이 차량은 2012 르망 24시와 2014 르망 24시, 2012 세브링 12시간을 우승했고, 2011년과 2012년 두 차례 쁘띠 르망에서 우승하였다.
2011년에 458 이탈리아 GT2는 인터컨티넨탈 르망컵 GTE 제조업체 및 GTE PRO 팀 타이틀, 르망 시리즈 GTE 제조업체 및 GTE PRO 팀 및 드라이버 타이틀, 인터내셔널 GT 오픈 종합 및 슈퍼 GT 팀 및 드라이버 타이틀을 획득했다. 이듬해 FIA가 관리하는 세계 선수권 대회가 신설되면서, 이 차량은 FIA 세계 내구 선수권 대회에서 GTE 제조업체 및 GTE PRO 팀 타이틀을 획득했다. 같은 해 이탈리아 차량은 유러피언 르망 시리즈 GTE PRO 팀 및 드라이버 타이틀과 인터내셔널 GT 오픈 종합 및 슈퍼 GT 제조업체, 팀 및 드라이버 타이틀을 획득했다. 2013년에 이 차량은 성공을 반복하여 FIA 세계 내구 선수권 대회 GTE 제조업체, GTE PRO 팀, GTE 드라이버 및 GTE AM 팀 타이틀, 유러피언 르망 시리즈 GTE 팀 및 드라이버 타이틀, 아시안 르망 시리즈 GTE 팀 및 드라이버 타이틀, 그리고 인터내셔널 GT 오픈 종합 및 슈퍼 GT 제조업체 및 드라이버 타이틀을 획득했다. 2014년에 458 이탈리아 GT2는 3년 연속으로 FIA 세계 내구 선수권 대회 GTE 제조업체 및 GTE PRO 팀 타이틀을 획득했으며, 2년 연속으로 GTE 드라이버 타이틀(2013년에 신설됨)도 차지했다. 이 차량은 또한 4번째로 유러피언 르망 시리즈 GTE 팀 및 드라이버 타이틀을 차지했지만, 인터내셔널 GT 오픈 및 아시안 르망 시리즈 챔피언십에는 참가하지 않았다(458 이탈리아 GT3가 그 해에 이 두 시리즈 모두에서 경주했다).
2015년에 페라리 458 이탈리아 GT2 차량은 FIA 세계 내구 선수권 대회, 유러피언 르망 시리즈 및 튜더 유나이티드 스포츠카 챔피언십에 참가하였다.
이 차량은 2016년 시즌에 페라리 488 GTE로 대체되었다.

### 페라리 458 이탈리아 GT3

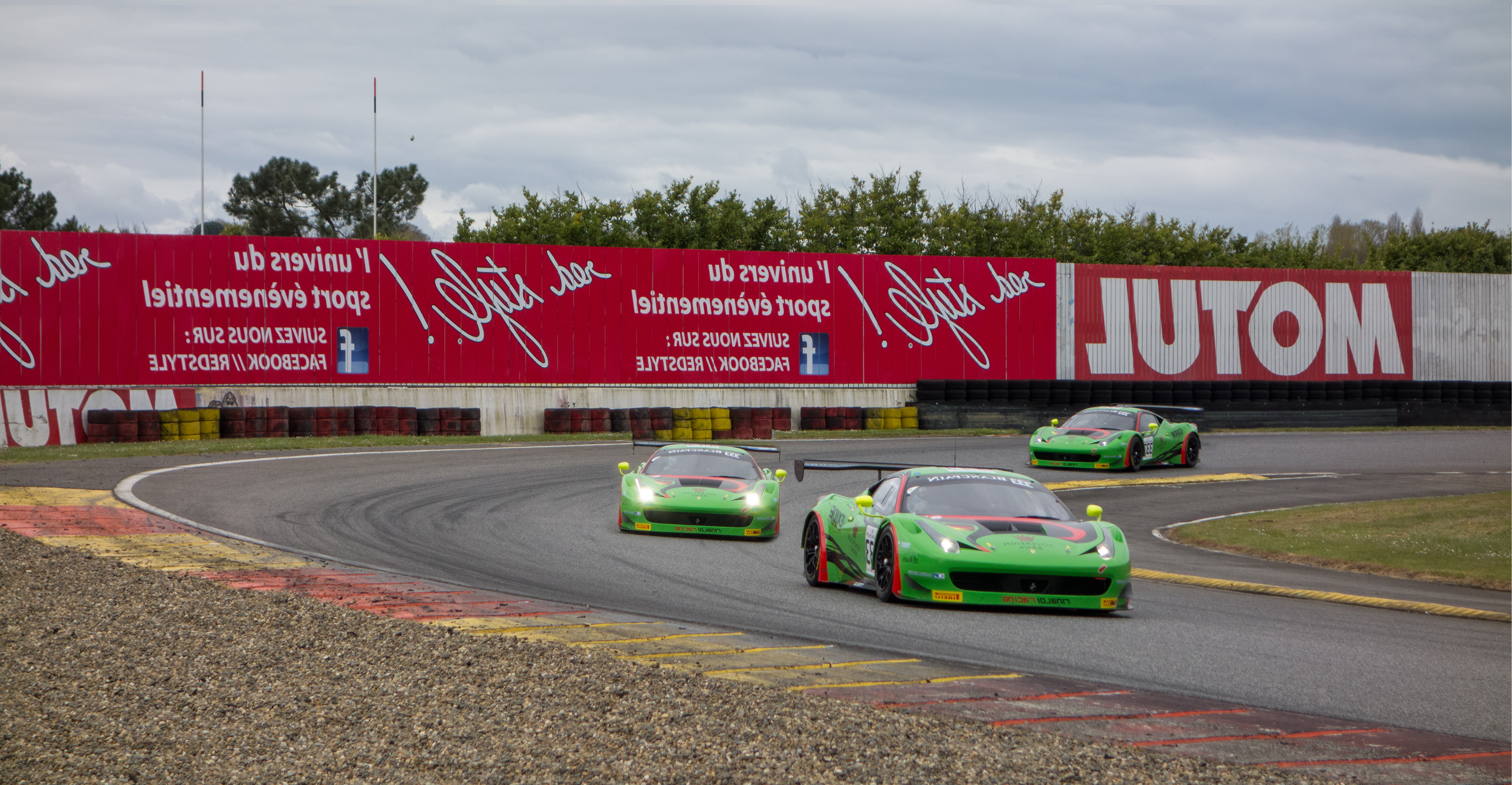
페라리 458 이탈리아 GT3

페라리는 2011년에 미켈로토가 제작한 GT3 버전의 페라리 458 이탈리아도 공개했다. 이 차량은 GTE 버전보다 약간 가볍고 강력하며, 558 PS (410 kW; 550 hp)에 가까운 출력을 내고 9,000rpm의 레드라인을 갖는다. 따라서 엔진은 GTE 버전보다 로드카와 더 유사하게 작동한다. 차량의 공기역학도 다른 공기역학 규정으로 인해 약간 다르다.
458 이탈리아 GT3는 경력에서 많은 중요한 승리를 거두었다. 스파-프랑코르샹 24시에서 6번 (GT3 PRO AM 카테고리 2회, 젠틀맨 트로피 2회), 걸프 12시간에서 4번 (종합 3회, 젠틀맨 트로피 1회), 2013년과 2014년 세팡 12시간, 2014년과 2015년 두바이 24시 A6-AM 클래스, 배서스트의 유명한 파노라마 산 서킷에서 열린 2014년 2014 리퀴 몰리 배서스트 12시간, 그리고 2014년 바르셀로나 24시에서 우승하였다.
458 이탈리아 GT3는 많은 국제 챔피언십에서 가장 많은 타이틀을 획득한 기록을 보유하고 있다. 블랑팡 내구 시리즈에서는 2011년, 2012년, 2014년 GT3 PRO AM 팀 및 드라이버 타이틀과 2013년, 2014년 젠틀맨 트로피 팀 및 드라이버 타이틀을 획득했으며, 유러피언 르망 시리즈에서는 ACO의 GT3 클래스 신설 이후 2013년과 2014년 GTC 팀 및 드라이버 타이틀을 차지했다. 인터내셔널 GT 오픈에서 마라넬로 차량은 2011년, 2012년, 2014년 GTS 팀 및 드라이버 타이틀, 2012년, 2013년, 2014년 GTS 제조업체 타이틀, 그리고 2014년 종합 및 슈퍼 GT 드라이버 타이틀을 획득했다. 458 이탈리아 GT3는 또한 가장 중요한 아시아 GT 시리즈인 GT3 아시아에서 2011년 드라이버 타이틀과 2012년, 2014년 팀 및 드라이버 타이틀을 획득하며 강력한 레이싱 기록을 보유하고 있다. 이 차량은 또한 2011년 FIA GT3 드라이버 타이틀, 2013년 아시안 르망 시리즈 GTC 팀 및 드라이버 타이틀, 그리고 프랑스 GT, 영국 GT, 이탈리아 GT, GTSprint 및 슈퍼카 챌린지와 같은 국내 챔피언십에서 우승을 차지했다.
2015년에 458 이탈리아 GT3는 블랑팡 내구 시리즈, 유러피언 르망 시리즈, 인터내셔널 GT 오픈, GT3 아시아, 피렐리 월드 챌린지, 블랑팡 스프린트 시리즈, 아시안 르망 시리즈, 호주 GT 챔피언십 및 기타 여러 국가 GT3 챔피언십을 포함한 수많은 레이싱 시리즈에 참가하였다.

### 페라리 458 이탈리아 그랜드-암
2012년, 페라리는 그랜드-암을 위해 458 GT3의 개조 버전을 개발했다. 이 차량은 무게는 같지만 GT3 차량보다 다운포스가 적고, 엔진도 더 엄격하게 제한되어 507 PS (373 kW; 500 hp)의 출력을 내고 8,000rpm의 레드라인을 갖는다. 듀얼 클러치 자동변속기 대신 일반적인 시퀀셜 수동변속기가 장착되어 있다.
강화된 안전 규정으로 인해 롤케이지도 수정되었다. 그랜드-암 버전에는 트랙션 컨트롤과 ABS가 없다. 이 차량은 2012 데이토나 24시에서 데뷔했다. AimAutosport.com은 새로운 458 이탈리아 그랜드-암 사양으로 처음 우승한 팀이다. 2012년 9월 9일, 드라이버 제프 세갈과 에밀 아센타토는 라구나 세카에서 2위를 차지하며 그랜드-암 롤렉스 GT 챔피언십을 확정했다.

## 수상
458은 "올해의 차 2009"와 "올해의 슈퍼카"를 수상하였다. 또한 스파이더 모델은 탑 기어 매거진에서 "올해의 카브리오 2011"을 수상하였다. 아우토 차이퉁 매거진은 페라리 458 스파이더에 "최고의 카브리오 2011"을 수여했다.
모터트렌드는 2011년 페라리 458 이탈리아에 "최고의 운전자 자동차" 타이틀을 수여했다. 458 스페셜레는 탑 기어의 올해의 슈퍼카 2013과 제임스 메이의 올해의 차를 수상했다.

## 리콜

### 휠 아치 접착제 화재
2010년 8월 24일, BBC 뉴스는 불과 3개월 만에 10대의 458이 충돌하거나 화재가 발생했다고 보도했다. 페라리는 나중에 화재 관련 사례를 인지하고 있으며, 이를 조사 중이라고 응답했다.
2010년 9월 1일, 페라리는 지금까지 판매된 1,248대의 458 전량을 공식적으로 리콜했다. 대변인은 문제가 휠 아치 어셈블리에 사용된 접착제에서 비롯되었으며, 특정 상황에서 접착제가 과열되어 연기가 나거나 심지어 화재를 일으킬 수 있다고 언급했다. 극단적인 경우 녹은 접착제로 인해 열 차폐막이 변형되어 배기구에 더 가까워지고, 이로 인해 휠 아치 라이닝이 화재를 일으킬 수 있었다. 독립적인 엔지니어에 의해 이 문제로 인한 것으로 확인된 화재를 보고한 소유자들은 새 차를 받았다. 다른 모든 차량은 접착제를 기계식 패스너로 교체하여 개조되었다.

### 엔진 고착
2012년, 페라리는 특정 2011년 및 2012년 미국 시장 차량을 리콜했는데, 이는 엔진이 갑자기 고착되어 사고를 유발할 수 있었기 때문이다. F136 엔진에는 잘못 장착된 크랭크샤프트가 있었다. 제조업체는 비평가들에게 빌려준 검토 차량에서 그러한 사고 한 건을 알게 되었다. 소유자들은 딜러를 통해 새 엔진을 설치하거나, 엔진을 분리하고 페라리 북미에서 작업을 하거나, 딜러에서 새 크랭크샤프트와 베어링을 설치하는 것 중에서 선택할 수 있었다.

## 마케팅

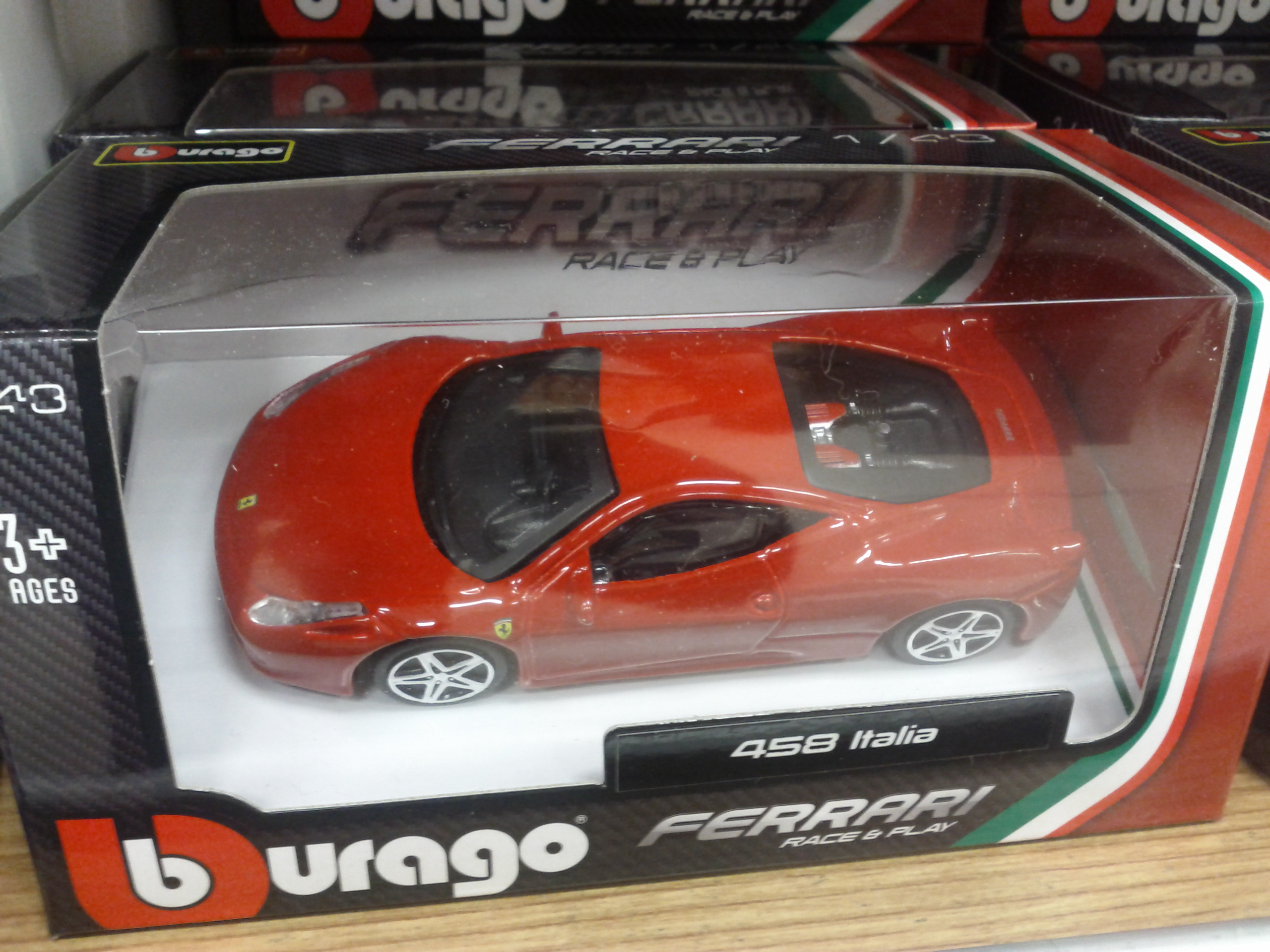
458 이탈리아와 후속 차량은 다양한 스케일로 여러 모델 제작사에 의해 재현되었다. 이 예시는 부라고에 의해 스케일로 재현되었다.

핫 휠은 458 이탈리아, 스파이더, GT2, 챌린지, 중국 에디션, 그리고 나중에 스페셜레 버전을 일반 "마텔 / 헤리티지" 및 프리미엄 "엘리트" 및 "슈퍼 엘리트" 수집용 다이캐스트 모델 라인 모두에서 1:18 스케일 모델로 제작하였다. 부라고도 이탈리아, 스파이더, 챌린지와 같은 458 모델들을 "레이스 앤 플레이" 라인업 아래 1:18, 1:24, 1:32, 1:43 스케일로 다이캐스트로 제작하였다. 스페셜레 버전은 나중에 "레이스 앤 플레이" 및 "시그니처 시리즈" 라인업 모두에서 1:18 스케일로 출시되었다.
458은 포르자 모터스포츠 4의 표지 모델로 등장하였다.

## 불법 거래 관행 조사
페라리 458 이탈리아가 미국보다 중국에서 훨씬 비싸게 판매된다는 보도가 나온 후, 중국 자동차 딜러 협회(CADA)는 자동차 제조업체들이 24%의 수입 관세, 17%의 부가가치세, 그리고 소비세가 차량 가격에 추가되었다고 주장했음에도 불구하고 가격 담합 가능성에 대해 국가발전개혁위원회와 협력하기 시작했다.

## 각종 미디어에서의 등장

### 비디오 게임
- 포르자 호라이즌 4
- 아스팔트 6: 아드레날린
- 아스팔트 7: 히트
- 아스팔트 8: 에어본
- 아스팔트 니트로

### 영화
- 트랜스포머: 달의 어둠